# Colonia Miel del Valle
Colonia Miel del Valle är en ort i Mexiko.   Den ligger i kommunen Miahuatlán de Porfirio Díaz och delstaten Oaxaca, i den sydöstra delen av landet, 400 km sydost om huvudstaden Mexico City. Colonia Miel del Valle ligger 1 608 meter över havet och antalet invånare är 137.
Terrängen runt Colonia Miel del Valle är kuperad söderut, men norrut är den platt. Runt Colonia Miel del Valle är det glesbefolkat, med 19 invånare per kvadratkilometer. Närmaste större samhälle är Miahuatlán de Porfirio Díaz, 3,1 km norr om Colonia Miel del Valle. I omgivningarna runt Colonia Miel del Valle växer huvudsakligen savannskog.